# 코다마 하루카 (다카라즈카 가극단 28기생)
코다마 하루카(일본어: 谺 春香 こだま はるか[*], 3월 24일 생)는 전 다카라즈카 가극단 호시구미 남역이다.
오사카부 오사카시 니시구 쿠죠 출신이다. 이쿠에이 고등가정여학교 출신이다. 본명은 쿠보 타네(久保タネ)이다. 재단 시절의 애칭은 "타-짱"이다.

## 인물ㆍ약력
1938년, 28기생으로써, 다카라즈카 소녀 가극단 (현 다카라즈카 가극단)에 입단하였다. 입단 당시 성적은 29명 중 2위이다.
1940년, 하나구미 공연 『세계의 시집』으로 초무대를 밟았다.
1953년 3월 25일, 다카라즈카 가극단을 퇴단하였다.

## 재단 시절 주요 무대 출연
- 『ピノチオ』 (하나구미) (1942년 3월 26일 - 4월 24일, 다카라즈카 대극장)
- 『狸の兄弟』 (하나구미) (1942년 6월 26일 - 7월 24일, 다카라즈카 대극장)
- 『悠久日本』 (하나구미) (1943년 1월 1일 - 1월 24일, 다카라즈카 대극장)
- 『第二の戦士』『太陽の子供達』 (하나구미) (1943년 3월 26일 - 4월 25일, 다카라즈카 대극장)
- 『愛の合唱』『日の丸船隊』 (하나구미) (1943년 6월 26일 - 7월 25일, 다카라즈카 대극장)
- 『軍神』 (츠키구미) (1944년 1월 1일 - 1월 24일, 다카라즈카 대극장)
- 『カルメン』 (유키구미) (1946년 4월 22일 - 5월 30일, 다카라즈카 대극장)
- 『ファイン・ロマンス』 (유키구미) (1947년 2월 1일 - 2월 27일, 다카라즈카 대극장)
- 『南の哀愁』 (유키구미) (1947년 6월 1일 - 6월 29일, 다카라즈카 대극장)
- 『ロマンス・パリ』 (호시구미) (1949년 2월 18일 - 3월 9일, 다카라즈카 대극장)
- 『想ひ出の薔薇』 (호시구미) (1949년 6월 1일 - 6월 20일, 다카라즈카 대극장)

## 같이 보기
- 오사카부 출신 인물 목록